# Jainoor
Jainoor es una ciudad censal situada en el distrito de Kumaram Bheem Asifabad en el estado de Telangana (India). Su población es de 6342 habitantes (2011). 

## Demografía
Según el censo de 2011 la población de Jainoor era de 23059 habitantes, de los cuales 3034 eran hombres y 3308 eran mujeres. Jainoor tiene una tasa media de alfabetización del 72,54%, superior a la media estatal del 80,16%: la alfabetización masculina es del 84,48%, y la alfabetización femenina del 65,16%.